# カナルビーグル
カナルビーグル（欧字名:Canal Beagle、2022年2月10日 - ）は、日本の競走馬。主な勝ち鞍は2025年のユニコーンステークス。
馬名の意味はアルゼンチンとチリの間に流れている海峡。母の生産国より連想。

## 経歴

### デビュー前
2022年2月10日、北海道安平町のノーザンファームで誕生。2023年のセレクトセール1歳市場にて2,500万円（税別）で(株)キャロットクラブにより落札された。その後、栗東・音無秀孝厩舎に入厩した。

### 2歳（2024年）
10月27日京都ダート1800mの2歳新馬に吉村誠之助とのコンビでデビュー。道中は中団に位置し、直線で鋭く脚を伸ばしてきたがゴールデンクラウドの3着に敗れる。12月7日京都ダート1800mの2歳未勝利では新たにクリスチャン・デムーロを鞍上に迎え、レースでは3番手追走から直線で抜け出すと最後は後続に8馬身差をつけ圧勝、2戦目で初勝利を挙げる。吉村誠之助とのコンビに戻った12月28日京都ダート1800mの2歳1勝クラスでは中団で脚を溜めるも直線で伸びを欠いて4着に敗れて、2歳シーズンを終える。

### 3歳（2025年）
音無秀孝厩舎の定年解散に伴い、3月5日付けで佐藤悠太厩舎に転厩。始動戦となった3月23日阪神ダート1800mの3歳1勝クラスでは道中2・3番手追走から4コーナーで先頭に立つと後続に7馬身差をつけて2勝目をマークする。5月3日に行われたユニコーンステークスでは好位追走から直線残り100mで先頭に立つと最後はクレーキングの追撃を3/4差で振り切り重賞初制覇を果たすとともに、管理する佐藤悠太調教師にとってもJRA重賞初勝利となった。

## 競走成績
以下の内容は、JBISサーチ、netkeiba.comの情報に基づく。
| 競走日     | 競馬場 | 競走名       | 格   | 距離（馬場）  | 頭 数 | 枠 番 | 馬 番 | オッズ （人気） | 着順 | タイム （上り3F） | 着差 | 騎手        | 斤量 [kg] | 1着馬（2着馬）         | 馬体重 [kg] |
| ---------- | ------ | ------------ | ---- | ------------- | ----- | ----- | ----- | --------------- | ---- | ----------------- | ---- | ----------- | --------- | ---------------------- | ----------- |
| 2024.10.27 | 京都   | 2歳新馬      |      | ダ1800m（良） | 16    | 5     | 10    | 014.10（4人）   | 03着 | R1:55.6（38.6）   | -1.1 | 0吉村誠之助 | 53        | ゴールデンクラウド     | 490         |
| 0000.12.07 | 京都   | 2歳未勝利    |      | ダ1800m（良） | 7     | 7     | 7     | 003.40（2人）   | 01着 | R1:53.9（36.1）   | -1.3 | 0C.デムーロ | 56        | （ポッドフォルク）     | 490         |
| 0000.12.28 | 京都   | 2歳1勝クラス |      | ダ1800m（良） | 13    | 4     | 4     | 002.90（1人）   | 04着 | R1:54.3（38.2）   | -0.9 | 0吉村誠之助 | 54        | ヴィリアリート         | 490         |
| 2025.03.23 | 阪神   | 3歳1勝クラス |      | ダ1800m（良） | 16    | 7     | 14    | 003.80（1人）   | 01着 | R1:53.4（38.5）   | -1.1 | 0吉村誠之助 | 55        | （ヤマニンブークリエ） | 494         |
| 0000.05.03 | 京都   | ユニコーンS  | GIII | ダ1900m（稍） | 13    | 4     | 4     | 006.00（3人）   | 01着 | R1:56.8（36.3）   | -0.1 | 0吉村誠之助 | 57        | （クレーキング）       | 500         |
| 0000.06.11 | 大井   | 東京ダービー | JpnI | ダ2000m（不） | 16    | 7     | 14    | 004.70（3人）   | 05着 | R2:05.3（37.4）   | -1.5 | 0吉村誠之助 | 57        | ナチュラルライズ       | 508         |

- 競走成績は2025年6月11日現在

## 血統表
| カナルビーグルの血統           | カナルビーグルの血統                    | カナルビーグルの血統                    | （血統表の出典）                        | （血統表の出典） |
| 父系                           | サンデーサイレンス系（ヘイロー系）      | サンデーサイレンス系（ヘイロー系）      | サンデーサイレンス系（ヘイロー系）      |                  |
| 父 リアルスティール 2012 鹿毛  | 父の父ディープインパクト 2002 鹿毛      | *サンデーサイレンス                     | Halo                                    | Halo             |
| 父 リアルスティール 2012 鹿毛  | 父の父ディープインパクト 2002 鹿毛      | *サンデーサイレンス                     | Wishing Well                            |                  |
| 父 リアルスティール 2012 鹿毛  | 父の父ディープインパクト 2002 鹿毛      | *ウインドインハーヘア                   | Alzao                                   | Alzao            |
| 父 リアルスティール 2012 鹿毛  | 父の父ディープインパクト 2002 鹿毛      | *ウインドインハーヘア                   | Burghclere                              |                  |
| 父 リアルスティール 2012 鹿毛  | 父の母*ラヴズオンリーミー 2006 鹿毛     | Storm Cat                               | Stome bird                              | Stome bird       |
| 父 リアルスティール 2012 鹿毛  | 父の母*ラヴズオンリーミー 2006 鹿毛     | Storm Cat                               | Terlingua                               |                  |
| 父 リアルスティール 2012 鹿毛  | 父の母*ラヴズオンリーミー 2006 鹿毛     | Monevassia                              | Mr. Prospector                          | Mr. Prospector   |
| 父 リアルスティール 2012 鹿毛  | 父の母*ラヴズオンリーミー 2006 鹿毛     | Monevassia                              | Miesque                                 |                  |
| 母 *ソブラドラインク 2012 鹿毛 | 母の父Include 1997 鹿毛                 | Broad Brush                             | Ack Ack                                 | Ack Ack          |
| 母 *ソブラドラインク 2012 鹿毛 | 母の父Include 1997 鹿毛                 | Broad Brush                             | Hay Patcher                             |                  |
| 母 *ソブラドラインク 2012 鹿毛 | 母の父Include 1997 鹿毛                 | Illeria                                 | Stop the Music                          | Stop the Music   |
| 母 *ソブラドラインク 2012 鹿毛 | 母の父Include 1997 鹿毛                 | Illeria                                 | Baldski's Holiday                       |                  |
| 母 *ソブラドラインク 2012 鹿毛 | 母の母Stormy Soberly 2005 鹿毛          | Bernstein                               | Storm Cat                               | Storm Cat        |
| 母 *ソブラドラインク 2012 鹿毛 | 母の母Stormy Soberly 2005 鹿毛          | Bernstein                               | La Affirmed                             |                  |
| 母 *ソブラドラインク 2012 鹿毛 | 母の母Stormy Soberly 2005 鹿毛          | Forty Sobria                            | Roar                                    | Roar             |
| 母 *ソブラドラインク 2012 鹿毛 | 母の母Stormy Soberly 2005 鹿毛          | Forty Sobria                            | Shy Suertuda                            |                  |
| 母系(F-No.)                    | ソブラドラインク(ARG)系(FN:3-h)         | ソブラドラインク(ARG)系(FN:3-h)         | ソブラドラインク(ARG)系(FN:3-h)         | [ § 2 ]          |
| 5代内の近親交配                | Storm Cat：S3×M4、Hail to Reason：S5×M5 | Storm Cat：S3×M4、Hail to Reason：S5×M5 | Storm Cat：S3×M4、Hail to Reason：S5×M5 | [ § 3 ]          |
| 出典                           | 1. 2. 3.                                | 1. 2. 3.                                | 1. 2. 3.                                | 1. 2. 3.         |